# Pamela Munro
Pamela Munro (23 de maig de 1947) és una lingüista estatunidenca especialitzada en llengües ameríndies. Es graduà en la Universitat de Califòrnia, San Diego, on la seva assessora de postgrau fou Margaret Langdon. Ha estat professora a la University of California, Los Angeles. Ha publicat nombrosos articles i llibres sobre les llengües indígenes americanes, i va ser instrumental en la creació de diccionaris per al zapoteca San Lucas Quiaviní, chickasaw i wòlof. Ha oferit una classificació alternativa a la proposada per Mary Rosamund Haas per a les llengües muskogi. També és editora d'una sèrie de llibres en slang universitari, Slang U.

## Publicacions seleccionades
- Chickasaw Language Committee, Joshua D. Hinson, John P. Dyson, and Pamela Munro, 2012. Anompilbashsha' Asilhha' Holisso: Chickasaw Prayer Book. Ada, OK: Chickasaw Press.
- Langacker, Ronald W. and Pamela Munro. 1975. "Passives and their meaning", Language 51: 789-830.
- Lopez, Felipe H., and Pamela Munro. 1998. The United Nations' Universal Declaration of Human Rights translated into San Lucas Quiaviní Zapotec.
- Lopez, Felipe H., and Pamela Munro. 1999. "Zapotec Immigration: The San Lucas Quiaviní Experience". Aztlan. 24, 1: 129-149.
- Munro, Pamela. 1976. Mojave Syntax. New York: Garland Publishing, Inc.
- Munro, Pamela and Lynn Gordon. 1982. "Syntactic relations in Western Muskogean: A typological perspective", Language 58: 81-115.
- Munro, Pamela. 1990. "Stress and vowel length in Cupan absolute nominals", IJAL 56: 217-50.
- Munro, Pamela. 1993. "The Muskogean II prefixes and their significance for classification", IJAL 59: 374-404.
- Munro, Pamela. 1996. "Making a Zapotec Dictionary". Dictionaries 17: 131-55.
- Munro, Pamela. 1999. 'Chickasaw Subjecthood' in External Possession, Doris L. Payne and Immanuel Barshi (eds), Amsterdam: John Benjamins. 251-289.
- Munro, Pamela. 2002. "Hierarchical Pronouns in Discourse: Third Person Pronouns in San Lucas Quiaviní Zapotec Narratives". Southwest Journal of Linguistics 21: 37-66.
- Munro, Pamela. 2003. "Preserving the Language of the Valley Zapotecs: The Orthography Question Arxivat 2005-12-05 a Wayback Machine.." Presented at Language and Immigration in France and the United States: Sociolinguistic Perspectives. University of Texas.
- Munro, Pamela, et al. 2008. "Yaara' Shiraaw'ax 'Eyooshiraaw'a. Now You're Speaking Our Language: Gabrielino/Tongva/Fernandeño." Lulu.com.
- Munro, Pamela (editor); Susan E. Becker, Gina Laura Bozajian, Deborah S. Creighton, Lori E. Dennis, Lisa Renée Ellzey, Michelle L. Futterman, Ari B. Goldstein, Sharon M. Kaye, Elaine Kealer, Irene Susanne Veli Lehman, Lauren Mendelsohn, Joseph M. Mendoza, Lorna Profant, and Katherine A. Sarafian. 1991. Slang U. New York: Harmony Books. Excerpted as Pamela Munro, with Susan E. Becker, et al. "Party hats and pirates' dreams", Rolling Stone 600 (March 21, 1991): 67-69.
- Munro, Pamela and Dieynaba Gaye. 1997. Ay Baati Wolof: A Wolof Dictionary (Revised Edition), UCLA Occasional Papers in Linguistics 19.
- Munro, Pamela, Brook Danielle Lillehaugen and Felipe H. Lopez. In preparation. Cali Chiu? A Course in Valley Zapotec.
- Munro, Pamela and Felipe H. Lopez, with Olivia V. Méndez, Rodrigo Garcia, and Michael R. Galant. 1999. Di'csyonaary X:tèe'n Dìi'zh Sah Sann Lu'uc (San Lucas Quiaviní Zapotec Dictionary/ Diccionario Zapoteco de San Lucas Quiaviní). Chicano Studies Research Center Publications, UCLA.
- Munro, Pamela and Catherine Willmond. 1994. Chickasaw: An Analytical Dictionary. Norman - London: University of Oklahoma Press.
- Saubel, Katherine Siva and Pamela Munro. 1981. Chem'ivillu' (Let's Speak Cahuilla). Los Angeles and Banning, CA: UCLA American Indian Studies Center and Malki Museum Press.
- Zigmond, Maurice L., Curtis G. Booth, and Pamela Munro. 1990. Kawaiisu: Grammar and Dictionary, with Texts. University of California Publications in Linguistics 119.